# Peso (Propóntide)

Mapa de las revueltas de las ciudades jonias previas a las guerras médicas, donde se muestra la ubicación de Peso, una de las ciudades asediadas.

Peso (en griego, Παισός) era una antigua colonia griega del Helesponto que fue mencionada por Homero en el catálogo de los troyanos de la Ilíada con el nombre de Apeso y más tarde en el libro V, donde sí aparece con el topónimo de Peso.
Es mencionada por Heródoto, que dice que fue una de las ciudades conquistadas por un ejército persa bajo el mando de Daurises, el año 498 o 497 a. C. junto con Dárdano, Abidos, Percote y Lámpsaco —cada día conquistaba una. Cuando desde Peso se dirigía contra Pario, Daurises tuvo noticias de que los carios y los jonios habían hecho defección de los persas y abandonó el Helesponto.
Perteneció a la Liga de Delos, puesto que aparece en registros de tributos a Atenas entre los años 453/2 y 430/29 a. C.
Estrabón, que dice que era una colonia que había sido fundada por habitantes de Mileto, la ubica entre el territorio de Lámpsaco y el de Pario —al igual que un río de su mismo nombre— y añade que en su época estaba en ruinas y que sus habitantes se habían trasladado a Lámpsaco.